# Anthony Gonzalez (ator)
Anthony Gonzalez (nascido em 23 de setembro de 2004) é um ator americano, que já fez aparições em séries de televisão como The Bridge (2014) e Criminal Minds: Beyond Borders (2017). Ele também é conhecido por interpretar o protagonista Miguel Rivera do filme da Disney/Pixar Coco (2017). Tanto o ator (Anthony Gonzalez) quanto o personagem (Miguel Rivera) tem a mesma idade na época do filme em 2017.

## Filmografia
| Ano  | Título                         | Papel           | Nota                          |
| ---- | ------------------------------ | --------------- | ----------------------------- |
| 2014 | The Bridge                     | Criança         | Episódio "Lamia"              |
| 2015 | Imagination of Young           | Bruno           | Curta-metragem                |
| 2017 | Criminal Minds: Beyond Borders | Polaroid        | Episódio "The Devil's Breath" |
| 2017 | Coco                           | Miguel Rivera   | Protagonista                  |
| 2018 | Icebox                         | Oscar           |                               |
| 2018 | The Gospel Truth               | Cantor solo #11 |                               |
| 2021 | Far Cry 6                      | Diego Castillo  | Video-game                    |

## Ligações Externas
- Anthony Gonzalez. no IMDb.
- Anthony Gonzalez no X